# Mac OS X 10.0
Mac OS X 10.0 („Cheetah“) ist die erste Hauptversion von macOS, dem Desktop-Betriebssystem von Apple, das seinerzeit unter dem Namen Mac OS X eingeführt wurde. „Cheetah“, englisch für Gepard, war der Codename während der Entwicklungsphase.
Es wurde am 24. März 2001 nach einer öffentlichen Beta-Phase zu einem Preis von 329 DM (entspricht inflationsbereinigt 2025 rund 260 €) angeboten. Für Käufer der Public Beta war der Preis auf 79 DM (2025: ≈ 62 €) reduziert. Im Kaufpreis enthalten war eine Installations-CD von Mac OS 9.1.
Mit ihm wurde das bis dato eingesetzte Mac OS „Classic“ vollständig ersetzt. Mac OS X, gesprochen englisch Mac OS Ten für die Zahl Zehn, folgt auf das klassische Mac OS 9 und ist das Ergebnis der Verschmelzung des bisherigen Mac OS mit dem von NeXT 1996 gekauften Betriebssystem OPENSTEP bzw. dessen Weiterentwicklung Rhapsody. Als Mac OS X Server 10.0, ca. zwei Monate nach der Desktop-Version am 21. Mai 2001 veröffentlicht, ersetzt es zudem das mit Rhapsody nahezu identische Mac OS X Server 1.x, das das klassische Mac OS bereits ab 1999 als Server-Betriebssystem beerbte.
Der Nachfolger, Mac OS X 10.1 (Codename „Puma“), erschien am 25. September 2001.

## Neuerungen
- Dock (Programm-Starter- und -Organisator)
- XNU-Kernel
- Terminal
- PDF-Unterstützung (Erstellen von PDF-Dokumenten aus jedem Programm heraus möglich)
- Aqua-Oberfläche
- Darwin als BSD-Unix-Basissystem
- OpenGL
- AppleScript
- Carbon- und Cocoa-Programmierschnittstellen
- Sherlock Desktop- und Internet-Suche

Benutzerfunktionen
Apple führte für Mac OS X 10.0 folgende neue Funktionen auf:
- Mail (E-Mail-Client)
- Adressbuch
- TextEdit

## Kritik
Die erste Version von Mac OS X galt aufgrund der schlechten Performance als unbenutzbar im produktiven Einsatz. Auch fehlten dem System im direkten Vergleich mit dem klassischen Mac OS zahlreiche Funktionen. Viele Anwender haben daher ein direktes Starten von Mac OS 9 vorgezogen. Zum Verkaufsstart liefen laut Apple 350 Programme nativ unter Mac OS X während die meisten vorhandenen Programme (für das klassische Mac OS) in der integrierten Classic-Umgebung im virtualisierten Mac OS 9.1 weiterverwendet werden konnten.

## Systemvoraussetzungen
- Power Mac G3, G4, iMac, PowerBook G3 oder G4, oder iBook
- 64 MB Arbeitsspeicher (128 MB empfohlen)
- 1,5 GB freier Speicherplatz auf der Festplatte
- CD-Laufwerk zur Installation

Alte Programme, die unter Mac OS 9 laufen, werden über die Classic-Umgebung weiterhin unterstützt. Allerdings muss das für die Virtualisierung notwendige echte Mac OS 9 separat erworben werden.

## Versionsgeschichte
| Mac-OS-X-Version | -Build | Erscheinungsdatum | Anmerkung        |
| ---------------- | ------ | ----------------- | ---------------- |
| 10.0.0           | 4K78   | 24. März 2001     | Fehlerbehebungen |
| 10.0.1           | 4L13   | 14. April 2001    | Fehlerbehebungen |
| 10.0.2           | 4P12   | 1. Mai 2001       | Fehlerbehebungen |
| 10.0.3           | 4P13   | 9. Mai 2001       | Fehlerbehebungen |
| 10.0.4           | 4Q12   | 21. Juni 2001     | Fehlerbehebungen |